# Jaillans
Jaillans ist eine französische Gemeinde im Norden des Départements Drôme in der Region Auvergne-Rhône-Alpes.

## Geografie
Jaillans liegt auf der linken Seite des Flusslaufes der Isère, etwa zehn Kilometer südöstlich von Bourg-de-Péage und fast 25 Kilometer östlich von Valence (Angaben in Luftlinie). Das Gemeindegebiet mit der Hauptsiedlung im Zentrum hat eine Fläche von 9,04 km² und liegt eingebettet zwischen dem Vercors-Gebirge im Osten, einem großen Waldgebiet im Westen und der Isère im Norden.

## Bevölkerungsentwicklung
| Jahr                       | 1962 | 1968 | 1975 | 1982 | 1990 | 2007 | 2017 |
| Einwohner                  | 373  | 369  | 368  | 417  | 520  | 761  | 892  |
| Quellen: Cassini und INSEE |      |      |      |      |      |      |      |